# Princess Royal (plaats)
Princess Royal is een spookdorp in de regio Goldfields-Esperance in West-Australië.

## Geschiedenis
In de jaren 1890 werd ongeveer tien kilometer ten noordoosten van Norseman de 'Princess Royal'-goudmijn ontwikkeld. Tegen 1900 was er naast de goudmijn een dorpje ontstaan. In 1904 werd het officieel gesticht. Het dorp en de mijn werden vermoedelijk naar de oudste dochter van koningin Victoria vernoemd, de Princess Royal Victoria van Saksen-Coburg en Gotha.
In 1906 waren er drie hotels, twee slagers, een bakker, een politiekantoor, twee tabakswinkel/kappers, drie kleermakers en enkele winkels actief in Princess Royal. Het politiekantoor sloot in september 1908 de deuren.
Tegen 1911 hield de bedrijvigheid rond de 'Princess Royal'-goudmijn op. De mijn werd in de jaren 1930 gebruikt om water op te slaan. In de jaren 1970 werd er weer een tijd naar goud gedolven. Later ging de goudmijn op in de grote 'North Royal'-dagbouwgoudmijn.

## 21e eeuw
Princess Royal maakt deel uit van het lokale bestuursgebied (LGA) Shire of Dundas waarvan Norseman de hoofdplaats is. De onderneming 'Pantoro Limited' zoekt in de omgeving nog steeds naar goud.

## Ligging
Princess Royal ligt nabij de Eyre Highway, 727 kilometer ten oosten van de West-Australische hoofdstad Perth, 194 kilometer ten zuiden van het aan de Goldfields Highway gelegen Kalgoorlie en 8 kilometer ten noordoosten van Norseman.

## Klimaat
Princess Royal kent een koud steppeklimaat, BSk volgens de klimaatclassificatie van Köppen.